# Jaunpur
Jaunpur è una suddivisione dell'India, classificata come municipal board, di 159.996 abitanti, capoluogo del distretto di Jaunpur, nello stato federato dell'Uttar Pradesh. In base al numero di abitanti la città rientra nella classe I (da 100.000 persone in su).

## Geografia fisica
La città è situata a 25° 43' 60 N e 82° 40' 60 E e ha un'altitudine di 81 m s.l.m..

## Società

### Evoluzione demografica
Al censimento del 2001 la popolazione di Jaunpur assommava a 159.996 persone, delle quali 84.179 maschi e 75.817 femmine. I bambini di età inferiore o uguale ai sei anni assommavano a 22.517, dei quali 11.772 maschi e 10.745 femmine. Infine, coloro che erano in grado di saper almeno leggere e scrivere erano 104.170, dei quali 60.097 maschi e 44.073 femmine.